# Zop
Zop est un village du Cameroun situé dans la commune de Meri, le département du Diamaré et la Région de l'Extrême-Nord. Il fait partie du canton de Douroum.

## Localisation
Le village de Zop est localisé à 10°44‘59"N et 14°03’, sur la route de Maroua à Méri.

## Population
En 1974, la localité comptait 696 habitants, principalement des Mofu. Lors du dernier recensement de 2005, on y a dénombré 1 263 personnes, soit 601 hommes (47,56 %) pour 662 femmes (52,41 %). 

## Économie

### Éducation
La localité de Zop a une école publique de niveau 3 depuis 1993, avec un état des bâtiments jugé passable et des latrines aménagées. Il n y a pas de points d’eau ni de clôture, encore moins de logements d’astreinte ou de système d’assainissement et de reboisement. Les structures de gestion de l’école sont présentes.

### Initiatives de développement
La viabilisation du village Zop est prévue dans le plan communal de développement (PCD) dans le cadre de l’amélioration de l’urbanisation de la commune.